# Villaseco de los Reyes
Villaseco de los Reyes é um município da Espanha na província de Salamanca, comunidade autónoma de Castela e Leão, de área 136,21 km² com população de 422 habitantes (2004) e densidade populacional de 3,10 hab/km².

## Demografia
| Variação demográfica do município entre 1991 e 2004 | Variação demográfica do município entre 1991 e 2004 | Variação demográfica do município entre 1991 e 2004 | Variação demográfica do município entre 1991 e 2004 |
| --------------------------------------------------- | --------------------------------------------------- | --------------------------------------------------- | --------------------------------------------------- |
| 1991                                                | 1996                                                | 2001                                                | 2004                                                |
| 478                                                 | 470                                                 | 420                                                 | 422                                                 |